# Dejan Mitrović
Dejan Mitrović (Servisch: Дејан Митровић) (Obrenovac, 2 februari 1973) is een Servisch voormalig voetballer. Hij was een aanvallende middenvelder.
Mitrović maakte in 1991 zijn debuut bij OFK Beograd en speelde het grootste deel van zijn spelersloopbaan bij Belgische clubs. Hij stopte in 2006.